# Toxonprucha aglaia
Toxonprucha aglaia är en fjärilsart som beskrevs av Druce 1890. Toxonprucha aglaia ingår i släktet Toxonprucha och familjen nattflyn. Inga underarter finns listade i Catalogue of Life.